# Soisy-sur-Seine
Soisy-sur-Seine  [swazi syʁ sɛn] je francouzská obec v departementu Essonne v regionu Île-de-France. V obci se nachází kostel Nanebevzetí Panny Marie.

## Poloha
Město Soisy-sur-Seine leží na řece Seině asi 24 km jihovýchodně od Paříže. Obklopují ho obce Montgeron na severu, Brunoy na severovýchodě, Épinay-sous-Sénart na východě, Étiolles na jihovýchodě, Évry na jihu a na jihozápadě, Ris-Orangis na západě a Draveil na severozápadě.

## Vývoj počtu obyvatel
Počet obyvatel